# Iris Plotzitzka
Iris Plotzitzka (República Federal Alemana, 7 de enero de 1966-19 de octubre de 2024) fue una atleta alemana especializada en la prueba de lanzamiento de peso, en la que consiguió ser medallista de bronce europea en pista cubierta en 1989.

## Carrera deportiva
En el Campeonato Europeo de Atletismo en Pista Cubierta de 1989 ganó la medalla de bronce en el lanzamiento de peso, con una marca de 19.79 metros, tras las lanzadoras también alemanas Stephanie Storp  y Heike Hartwig (plata con 20.03 metros).